# Alex Michelsen
Alex Michelsen, né le 25 août 2004 à Aliso Viejo, est un joueur de tennis américain, professionnel depuis 2022.

## Carrière
En catégorie junior, Alex Michelsen est finaliste en double de l'Open d'Australie 2022 avec Daniel Vallejo et remporte le double à Wimbledon avec Sebastian Gorzny. Il dispute en parallèle quelques tournois professionnels et en remporte un à East Lansing.
Il obtient de bons résultats au niveau Challenger début 2023 avec une finale à Rome en février et un titre à Chicago mi-juillet. Pour sa deuxième participation à un tournoi ATP, il crée la surprise à Newport en se hissant en finale après des victoires sur ses compatriotes Maxime Cressy (6-7, 6-4, 7-5), Mackenzie McDonald (6-3, 6-3) et John Isner (7-6, 6-4). Il échoue aux pieds du titre contre un spécialiste du gazon, le Français Adrian Mannarino, tête de série numéro deux (2-6, 4-6).
Il retrouve la finale du tournoi de Newport un an plus tard après des succès sur  ses compatriotes, Aleksandar Kovacevic (6-4, 6-4) et des grands serveurs, Maxime Cressy sur le même score et Reilly Opelka (6-2, 6-0), invité par les organisateurs. Il perd de nouveau en finale contre un quatrième Américain en la personne de Marcos Giron (7-6, 3-6, 5-7) qui remporter son premier titre ATP en carrière à trente ans.
Il dispute une nouvelle finale en août, juste avant l'US Open, à Winston-Salem où il se débarrasse de Márton Fucsovics (7-6, 6-4), Zizou Bergs (6-1, 6-2), de l'invité Christopher Eubanks (7-5, 6-7, 7-6) et profitant de l'abandon de l'ancien demi-finaliste de l'US Open Pablo Carreño Busta (7-6, 2-1 ab.) en demi-finale. Néanmoins, il rate sa première finale sur dur en carrière contre Lorenzo Sonego (0-6, 3-6), ne marquant que trois jeux.
Début 2025, il commence l'Open d'Australie par une victoire contre la tête de série numéro onze, l'ancien finaliste Stéfanos Tsitsipás (7-5, 6-3, 2-6, 6-4), et enchaîne contre l'invité local James Mccabe (7-5, 6-3, 7-6) et de nouveau sans perdre de manches contre le Russe Karen Khachanov, ancien Top 10 et ancien demi-finaliste (6-3, 7-6, 6-2), se qualifiant pour la première fois de sa jeune carrière en deuxième semaine d'un Grand Chelem. Il échoue à ce stade contre le numéro huit mondial, soutenu par le public, Alex de Minaur (0-6, 6-7, 3-6).
Il joue son premier huitième de finale en Masters 1000 à l'Open du Canada, sortant le qualifié Chilien Tomás Barrios Vera (7-6, 6-3) mais surtout son premier Top 10 de la saison, Lorenzo Musetti (3-6, 7-6, 6-4). Jouant un autre jeune Américaine, Learner Tien, il l'élimine (6-3, 6-3) mais butte en quart de finale contre l'expérimenté Karen Khachanov (4-6, 6-7).

## Palmarès

### Finales en simple messieurs
| No | Date       | Nom et lieu du tournoi             | Catégorie | Dotation  | Surface      | Vainqueur        | Score          |          |
| -- | ---------- | ---------------------------------- | --------- | --------- | ------------ | ---------------- | -------------- | -------- |
| 1  | 16-07-2023 | Infosys Hall of Fame Open, Newport | ATP 250   | 642 735 $ | Gazon (ext.) | Adrian Mannarino | 6-2, 6-4       | Parcours |
| 2  | 15-07-2024 | Infosys Hall of Fame Open, Newport | ATP 250   | 661 585 $ | Gazon (ext.) | Marcos Giron     | 64-7, 6-3, 7-5 | Parcours |
| 3  | 18-08-2024 | Winston-Salem Open, Winston-Salem  | ATP 250   | 779 780 $ | Dur (ext.)   | Lorenzo Sonego   | 6-0, 6-3       | Parcours |

### Finale en double messieurs
| No | Date       | Nom et lieu du tournoi     | Catégorie    | Dotation    | Surface    | Vainqueurs                 | Partenaire         | Score    |          |
| -- | ---------- | -------------------------- | ------------ | ----------- | ---------- | -------------------------- | ------------------ | -------- | -------- |
| 1  | 12-08-2024 | Cincinnati Open Cincinnati | Masters 1000 | 6 795 555 $ | Dur (ext.) | Marcelo Arévalo Mate Pavić | Mackenzie McDonald | 6-2, 6-4 | Parcours |

## Parcours dans les tournois duGrand Chelem

### En simple
| Année | Open d'Australie | Open d'Australie | Internationaux de France | Internationaux de France | Wimbledon       | Wimbledon         | US Open        | US Open       |
| ----- | ---------------- | ---------------- | ------------------------ | ------------------------ | --------------- | ----------------- | -------------- | ------------- |
| 2023  | —                | —                | —                        | —                        | —               | —                 | 2e tour (1/32) | Nicolás Jarry |
| 2024  | 3e tour (1/16)   | Alexander Zverev | 1er tour (1/64)          | Alex de Minaur           | 1er tour (1/64) | Lloyd Harris      | 2e tour (1/32) | Jannik Sinner |
| 2025  | 1/8 de finale    | Alex de Minaur   | 1er tour (1/64)          | Juan Manuel Cerúndolo    | 1er tour (1/64) | Miomir Kecmanović |                |               |

N.B. : à droite du résultat se trouve le nom de l'ultime adversaire.

### En double messieurs
| Année | Open d'Australie | Open d'Australie | Internationaux de France | Internationaux de France | Wimbledon                                                                       | Wimbledon                                                                            | US Open                                                                         | US Open |
| ----- | ---------------- | ---------------- | ------------------------ | ------------------------ | ------------------------------------------------------------------------------- | ------------------------------------------------------------------------------------ | ------------------------------------------------------------------------------- | ------- |
| 2022  | —                | —                | —                        | —                        | —                                                                               | —                                                                                    | 1er tour (1/32) S. Gorzny \|\| style="text-align:left;" \| J. S. Cabal R. Farah |         |
|       |                  |                  |                          |                          |                                                                                 |                                                                                      |                                                                                 |         |
| 2024  | —                | —                | —                        | —                        | 1er tour (1/32) M. Giron \|\| style="text-align:left;" \| N. Lammons J. Withrow | 1er tour (1/32) M. McDonald \|\| style="text-align:left;" \| Julian Cash R. Galloway |                                                                                 |         |

N.B. : le nom du partenaire se trouve sous le résultat ; les noms des ultimes adversaires se trouvent à droite.

## Parcours dans lesMasters 1000
| Année | Indian Wells        | Miami                    | Monte-Carlo | Madrid              | Rome              | Canada                     | Cincinnati        | Shanghai            | Paris                  |
| ----- | ------------------- | ------------------------ | ----------- | ------------------- | ----------------- | -------------------------- | ----------------- | ------------------- | ---------------------- |
| 2024  | 2e tour T. Paul     | 2e tour T. Griekspoor    | —           | 1er tour J. Fonseca | 1er tour P. Kotov | 1er tour K. Nishikori      | 2e tour J. Sinner | 2e tour N. Djokovic | 2e tour A. Rinderknech |
| 2025  | 3e tour D. Medvedev | 2e tour C. Ugo Carabelli | —           | 1er tour A. Bublik  | 2e tour L. Djere  | 1/4 de finale K. Khachanov | 3e tour H. Rune   |                     |                        |

N.B. : sous le résultat se trouve le nom de l’ultime adversaire.

## Victoires sur le top 10
Toutes ses victoires sur des joueurs classés dans le top 10 de l'ATP lors de la rencontre.
| Légende               |
| Grand Chelem          |
| Masters 1000          |
| ATP 500               |
| ATP 250               |
| Coupe Davis / ATP Cup |

| # | A.M.  | Tournoi        | Année | Surface | Adversaire      | Rang  | Tour | Score          |
| - | ----- | -------------- | ----- | ------- | --------------- | ----- | ---- | -------------- |
| 1 | no 74 | Cabo San Lucas | 2024  | Dur     | Alex de Minaur  | no 9  | 1/8  | 6-4, 6-1       |
| 2 | no 34 | Toronto        | 2025  | Dur     | Lorenzo Musetti | no 10 | 1/16 | 3-6, 7-64, 6-4 |

## Classements ATP en fin de saison
| Année          | 2022 | 2023 | 2024 |
| Rang en simple | 601  | 97   | 41   |
| Rang en double | 1024 | 514  | 95   |

Source : (en) Classements de Alex Michelsen sur le site officiel de la Fédération internationale de tennis